# Otwaya
Otwaya is een monotypisch geslacht van schimmels uit de orde Helotiales. De familie is nog niet met zekerheid bepaald (incertae sedis). De typesoort is Otwaya verruculospora.